# 刘之纲
刘之纲（1887年—1970年8月20日），字悟淑，江西安福人，中华人民共和国医学家，政治人物。民革江西省委原主委，江西省政协原副主席。

## 生平
1887年生。1904年（光绪三十年）考中秀才第一名。1905年留学日本宏文学院，期间曾追随孙中山参加中国同盟会，经常阅读《民报》和鄒容编写的《革命者》等进步书刊。1911年辛亥革命爆发，刘之纲参加了留日学生组织的赤十字会。
1914年毕业于日本千葉醫科大學。回國後，先後任上海申江医院院长以及江苏医科大学、东南医学院、南洋医科大学教授。1946年参加三民主义同志联合会。1949年中华人民共和国建國後，历任中南军政委员会委员，江西省卫生厅副厅长、厅长，江西省第一、二、三届政协副主席，中华医学会南昌分会会长，民革第三、四届中央委员，民革江西省委会主任委员。是第一、二、三届全国人大代表。1970年8月20日在南昌病逝。